# Ostkaka

L'ostkaka (mot formé par l'adjonction des mots suédois ost, qui signifie « fromage », et de kaka, qui signifie « gâteau »), également connu sous l'appellation « gâteau au fromage suédois » ou « gâteau de lait caillé suédois », est un gâteau suédois, spécialité du Hälsingland et du Småland.
Cette recette comprend également un soupçon d'amandes. Il est généralement consommé tiède avec différentes confitures, typiquement de chicouté, de cerise ou de fraise, bien que l'airelle soit souvent utilisée, ainsi que des fruits, de la crème fouettée ou, plus rarement, de la crème glacée.
Malgré ce que peut faire penser la traduction littérale, il ne doit pas être confondu avec le cheesecake qui est un gâteau en couches. Les Suédois appellent généralement ce dernier par son nom anglais, parfois aussi american cheesecake, pour éviter toute confusion.